# ترو هوا
ترو هوا (به لاتین: Trù Hựu) یک سکونتگاه مسکونی در ویتنام است که در استان باک گیانگ واقع شده‌است.